# Diriliş Ertuğrul
Diriliş Ertuğrul (en español: Resurrección Ertuğrul) es una serie de televisión turca de 2014, producida por Tekden Film y emitida por TRT 1.

## Trama
Un guerrero del siglo XIII acepta luchar contra los enemigos de un sultán a cambio de tierras, produciéndose una gran guerra por la península de Anatolia entre los turcos, cruzados y mongoles.

## Reparto
- Engin Altan Düzyatan  como Ertugrul
- Kaan Taşaner como Gündoğdu
- Hülya Darcan como Hayme Hatun
- Serdar Gökhan como Suleyman Shah
- Hakan Vanlı como Kurdoğlu
- Didem Balçın como Selcan
- Esra Bilgiç como Halime Hatun
- Hande Subaşı como Aykız
- Burcu Kıratlı como Gökçe
- Levent Öktem como Üstad-ı Azam
- Serdar Deniz como Titus
- Turgut Tunçalp como Afşin
- Mehmet Çevik como Deli Demir
- Cengiz Coşkun como Turgut Alp
- Cavit Çetin Güner como Doğan Alp
- Nurettin Sönmez como Bamsı Beyrek
- Osman Soykut como Ibn Arabi
- Fahri Öztezcan como İlyas Fakıh
- Gökhan Atalay como Şahabettin
- Hamit Demir como Akçakoca
- Mehmet Emin İnci como El Aziz
- Sedat Savtak como Numan
- Tolgay Sala como Hamza Alp
- Melikşah Özen como Melikşah Alp
- Özlem Aydın como Elenora
- Arda Aranat como Dündar Bey
- Burak Temiz como Yiğit Alp
- Gökhan Karacık como Derviş İshak
- Celal Al como Abdurrahman Alp
- Can Kahraman como Kara Toygar

## Temporadas
El rango de capítulos mostrados en formato internacional de 45 minutos de duración. Estos no corresponden a la numeración de la emisión original de 120-140 minutos.
| Temporada | Temporada | Episodios | Rango de episodios | Emisión original         | Emisión original    |
| Temporada | Temporada | Episodios | Rango de episodios | Inicio                   | Final               |
| --------- | --------- | --------- | ------------------ | ------------------------ | ------------------- |
|           | 1         | 76        | 1 - 76             | 10 de diciembre de 2014  | 17 de junio de 2015 |
|           | 2         | 103       | 77 - 179           | 30 de septiembre de 2015 | 8 de junio de 2016  |
|           | 3         | 91        | 180 - 270          | 26 de octubre de 2016    | 14 de junio de 2017 |
|           | 4         | 90        | 271 - 360          | 25 de octubre de 2017    | 6 de junio de 2018  |
|           | 5         | 88        | 361 - 448          | 7 de noviembre de 2018   | 29 de mayo de 2019  |